# Туатаре
Туатаре (лат. Sphenodon) су род рептила из породице Sphenodontidae и реда Rhynchocephalia. Туатаре су ендем Новог Зеланда. Име туатара потиче из маорског језика и значи „бодље на леђима”. Туатаре су једини живи род из реда Rhynchocephalia, који је био широко распрострањен пре око 200 милиона година. Најближи заједнички предак кога ред Rhynchocephalia дели са неком другом групом животиња је онај кога дели са редом Squamata (гуштери и змије).

## Врсте
У прошлости су постојале две признате живуће врсте туатаре, северна туатара (Sphenodon punctatus) и туатара брад`рс острва (Sphenodon guntheri), која је призната 1989. као посебна врста, али је 2009 то признање повучено, након објављивања научног рада, којим је оспорено постојање довољно великих генетских ралика између њих, да би оне биле сматране за посебне врсте. Закључено је да оне представљају две географске варијације и да требају бити признате као једна врста Sphenodon punctatus.
Постоји и једна изумрла врста туатаре, а то је врста Sphenodon diversum (фосил).

## Опис
Глава туатаре је четвртаста, напред благо кљунасто издужена. Предње и задње ноге имају по пет прстију спојених пливаћим кожицама. Туатаре могу бити зелене, смеђе или сиве боје. Достижу тежину од 1,3 kg и дужину од око 80 cm од главе до врха репа. На леђима имају бодље дуж кичме, које су нарочито изражене код мужјака. У горњој вилици имају два реда зуба, а у доњој један ред. Немају спољне уши, али имају чуло слуха.
Мозак и моторика туатаре је слична мозгу и моторици водоземаца, а срце туатаре је најпримитивније међу свим гмизавцима. Плућа туатаре немају бронхије.
Присутан је полни диморфизам, мужјаци су крупнији од женки, бодље мужјака на леђима су веће него бодље женки, а такође је и стомак мужјака ужи него стомак женки.

### Северна туатара
Боја северне туатаре (Sphenodon punctatus) може бити маслинасто зелена, сива, тамно ружичаста или боје црвене опеке, али увек са белим тачкама.
Северна туатара је значајно већа од туатаре брад`рс острва (S. guntheri).
Северна туатара се дели на две подврсте: једна подврста је туатара куковог пролаза, која насељава острва у Куковом пролазу (сем северног брад`р острва) и острва у његовој околини, а друга подврста је северна туатара (Sphenodon punctatus punctatus), која насељава острва у заливу Пленти и острва северно од њега.

### Туатара брад`рс острва
Боја туатаре брад`рс острва (Sphenodon guntheri) је маслинасто смеђа са жутим флекама.
Туатара брад`рс острва, насељава као аутохтона врста искључиво Северно Брад`р острво у Куковом пролазу, а од 1995. до 2017. пренета је на још три мала острва.

### Изумрла врста туатаре
Вилијам Коленсо је у новембру 1885. открио примерак субфосила изумрле врсте туатаре, у руднику угља. Коленсо је новооткривену врсту назвао Sphenodon diversum.

## Понашање
Одрасле туатаре су копнени ноћни гмизавци, које се понекад могу видети и у току дана, док се сунчају да би се загрејале. Млади су за разлику од одраслих дневне животиње, вероватно зато што су одрасле туатаре канибали. Туатаре насељавају области са климом која је много хладнија од оне коју већина других гмизаваца може да поднесе. Активне су на температурама до 5°C, док су температуре преко 28°C за њих по правилу смртоносне. Телесна температура туатара је нижа од телесне температуре свих других гмизаваца, а последица тога је и спорији метаболизам.
Туатаре се хране бескичмењацима, као што су бубе, зрикавци и паукови, али хране се и жабама, гуштерима и птичјим јајима и птићима. Туатере оба пола бране своју територију, при чему покушавају да застраше уљеза, а у крајњем случају га и уједају. Њихов угриз може да изазове озбиљне повреде. Туатара када уједе не пушта лако.

## Размножавање
Туатарама је потребно 10 до 20 година да достигну полну зрелост. До парења долази средином лета, а женке се паре и полажу јаја једном у 4 године.
Пол младунаца зависи од температуре јаја, из топлијих јаја се углавном излежу мужјаци, а из хладнијих женке. Из јаја која се инкубирају на температури од 21°C постоји једнака могућност да ће се излећи мужјаци и женке. На температури од 22°C, 80% младих су мужјаци, а на температури од 20°C, 80% су женке, а на температури од 18°C сви младунци ће бити женке. Према неким подацима одређивање пола туатара зависи и од генетских фактора и од фактора из окружења.
Туатаре расту све до своје 35 године. Просечан животни век туатара је око 60 година, али могу живети и дуже од 100 година. Неки стручњаци верују да туатаре у заробљеништву могу да живе и 200 година.

## Распрострањеност
Туатаре су некада биле уобичајене на оба главна острва Новог Зеланда, а са њих су нестале пре доласка првих Европљана. Преживеле су на 32 мања острва на којима није било сисара. До тих острва је тешко доћи и на њима живи мали број животињских врста.
Укупна популација туатаре је процењена на више од 60.000, али мање од 100.000.

## Угроженост
Северна туатара (Sphenodon punctatus) је законом заштићена од 1895. Туатара је угрожена због губитка станишта и због пренетих неаутохтоних грабљиваца као што је полинезијски пацов (Rattus exulans). На два главна новозеландска острва је изумрла и није је било на њима све до пуштања на слободу 2005. једне групе туатара у ограђено уточиште за дивље животиње Карори на Северном острву. Туатара се у уточишту успешно размножила и 2008. је прво примећено гнездо, а затим и први младунац који се излегао на острву после више од 200 година.

### Туатара брад`рс острва
Туатара брад`рс острва (Sphenodon guntheri) је аутохтона на малом Северном Брад`р острву, а њена популација је око 400 јединки. Године 1995. 50 младунаца и 18 одраслих јединки је пренето на острво Тити у Куковом пролазу. Неколико година касније 1998. 34 младунца и 20 одраслих јединки је пуштено на острво Сомс, а на острво Лонг Ајленд је 2007. пренето 50 јединки.

### Северна туатара
Северна туатара (Sphenodon punctatus) је аутохтона врста на 29 острва, а њена популација је процењена на 60.000 јединки. Године 1996. 32 одрасле јединке су пренете на острво Вејл, а на острво Тиритири Матанги је 2003. пуштено 60 јединки.
На новозеландско Северно острво је 2005. у ограђено уточиште за дивље животиње Карори пуштена прва група северних туатара, а 2007. је пуштена друга група.

### Програм истребљивања пацова
Туатаре су уклоњене са острва Стенли, Ред Меркјури и Кувијер 1990 и 1991, након чега су чуване у заточеништву до истребљивања полинезијских пацова на тим острвима. Када су они истребљени туатаре су враћене на та острва. На острву Лит`л Бериј`р 1991–92 пронађено је само 8 туатара, које су затим чуване у заточеништву до 2006. када су након истребљења полинезијских пацова на острву, са својим младунцима који су у међувремену рођени, пуштене у дивљину.
Полинезијски пацови су такође истребљени и на острвима Ватупуке 1993. Лејди Елис 1994. и Коп`рмајн Ајл`нд 1997. Након чега су на овим острвима поново примећени младунци.